# Пушкино (Рязанская область)
Пу́шкино — село в Ухоловском районе Рязанской области России. Входит в состав Коноплинского сельского поселения.

## Географическое положение
Расположено в верховьях реки Лесной Воронеж в южной части области в 16 км к юго-востоку от Ухолова. В 6 км к северо-западу от села железнодорожная станция Сухарево на линии Ряжск — Моршанск. 

## История
Церковь Всемилостивого Спаса в селе Высоком упоминается в окладных книгах 1676 года. В 1855 году построена была новая церковь в честь Спаса Нерукотворного Образа, которая значилась приписной к церкви села Малое Коренное биз особого причта. В 1883 году тщанием действительного статского советника Александра Михайловича Колычева, московского купца Ивана Иосифовича Сушкина, сапожковского купца Василия Евдокимова Подшивалина и других доброхотных дателей и на средства прихожан была построена каменная Спасская церковь с таковой же колокольней в связи.
В XIX — начале XX века село входило в состав Коноплинской волости Ряжского уезда Рязанской губернии. В 1906 году в селе было 152 двора.
С 1929 года село являлось центром Пушкинского сельсовета Ухоловского района Рязанского округа Московской области, с 1937 года — в составе Рязанской области, с 1957 года — в составе Коноплинского сельсовета, с 2005 года — в составе Коноплинского сельского поселения.

## Население
| 1859 | 1897 | 1906 | 2010 |
| ---- | ---- | ---- | ---- |
| 601  | ↗622 | ↗687 | ↘0   |